# Strawberries Oceans Ships Forest
Strawberries Oceans Ships Forest es el primer álbum de estudio del grupo The Fireman, un dúo formado por el músico británico Paul McCartney y el productor Youth, publicado por la compañía discográfica Parlophone en noviembre de 1993.

## Historia
El álbum consiste en samples de material de McCartney, procedente en su mayoría de las sesiones de grabación de Off the Ground, y de las canciones «Reception» y «The Broadcast» del álbum de 1979 Back to the Egg, remezcladas por Youth. Sin embargo, ni McCartney ni Youth figuran en los créditos del álbum, por lo que los rumores sobre la participación de McCartney tuvieron que ser confirmados por EMI. 
El proyecto comenzó cuando McCartney preguntó a Youth si podía remezclar varios temas del álbum Off the Ground para publicarlos en un posible sencillo de 12 pulgadas. Según comentó McCartney:

«La cuestión era que él solo debería usar material de nuestras grabaciones, porque las remezclas de dance suelen usar un sample de bombo o un sonido de James Brown, y en consecuencia, el disco acaba sonando como si fuera de otro, de modo que le dije a Youth que prefería cualquier sonido que pudiese seleccionar de nuestras grabaciones, principalmente de Off the Ground».

Sobre el proyecto, Youth comentó: «No creí apropiado remezclar los temas de Off the Ground del modo que él quería. Pensé que sería mejor hacer algo conceptual, es decir, en lugar de remezclar un tema pensé que podría desconstruir el álbum en samples y volver a construir una nueva mezcla. Y a Paul le gustó la idea».
Con el tiempo, McCartney se unió a Youth en el estudio para crear nueva música que añadir a los samples existentes, y el proyecto comenzó a coger forma de colaboración. Aunque fue originalmente concebido como una serie de remezclas para un sencillo de 12 pulgadas, McCartney quedó lo sugicientemente conforme con los resultados que alargó el proyecto para publicar un álbum, que finalmente vio la luz en 1993 en Reino Unido y varios meses después en 1994 en Estados Unidos. 

## Recepción
En una reseña para la revista Melody Maker, Michael Booner escribió:

«Paul McCartney ha descubierto el dance, y los resultados son tan asombrosamente brillantes como los ocurridos con la conversión de John Lydon el año pasado. Verdaderamente, vivimos en la edad de los milagros. Evitando la opción fácil de hacer un álbum de remezclas, McCartney y Youth escogieron el camino de Brian Eno a la hora de seguir un camino más experimental. Ambos tomaron una melodía, y con saltos de género a través del ambient, el trance y el house, dieron lugar a un elevado número de variaciones. Al igual que los copos de nieve, cada canción suena idéntica a la anterior, hasta que una inspección más cercana revela que tienen una forma única».

Strawberries Oceans Ships Forest, que no llegó a entrar en ninguna lista de éxitos, está actualmente descatalogado. Aun así, está disponible en la tienda digital de iTunes.

## Lista de canciones
Todas las canciones escritas y compuestas por The Fireman. 
| N.º | Título                             | Duración |  |
| 1.  | «Transpiritual Stomp»              | 9:01     |  |
| 2.  | «Trans Lunar Rising»               | 9:09     |  |
| 3.  | «Transcrystaline»                  | 8:39     |  |
| 4.  | «Pure Trance»                      | 8:40     |  |
| 5.  | «Arizona Light»                    | 8:39     |  |
| 6.  | «Celtic Stomp»                     | 8:34     |  |
| 7.  | «Strawberries Oceans Ships Forest» | 8:07     |  |
| 8.  | «4 4 4»                            | 7:35     |  |
| 9.  | «Sunrise Mix»                      | 8:16     |  |